# بذر

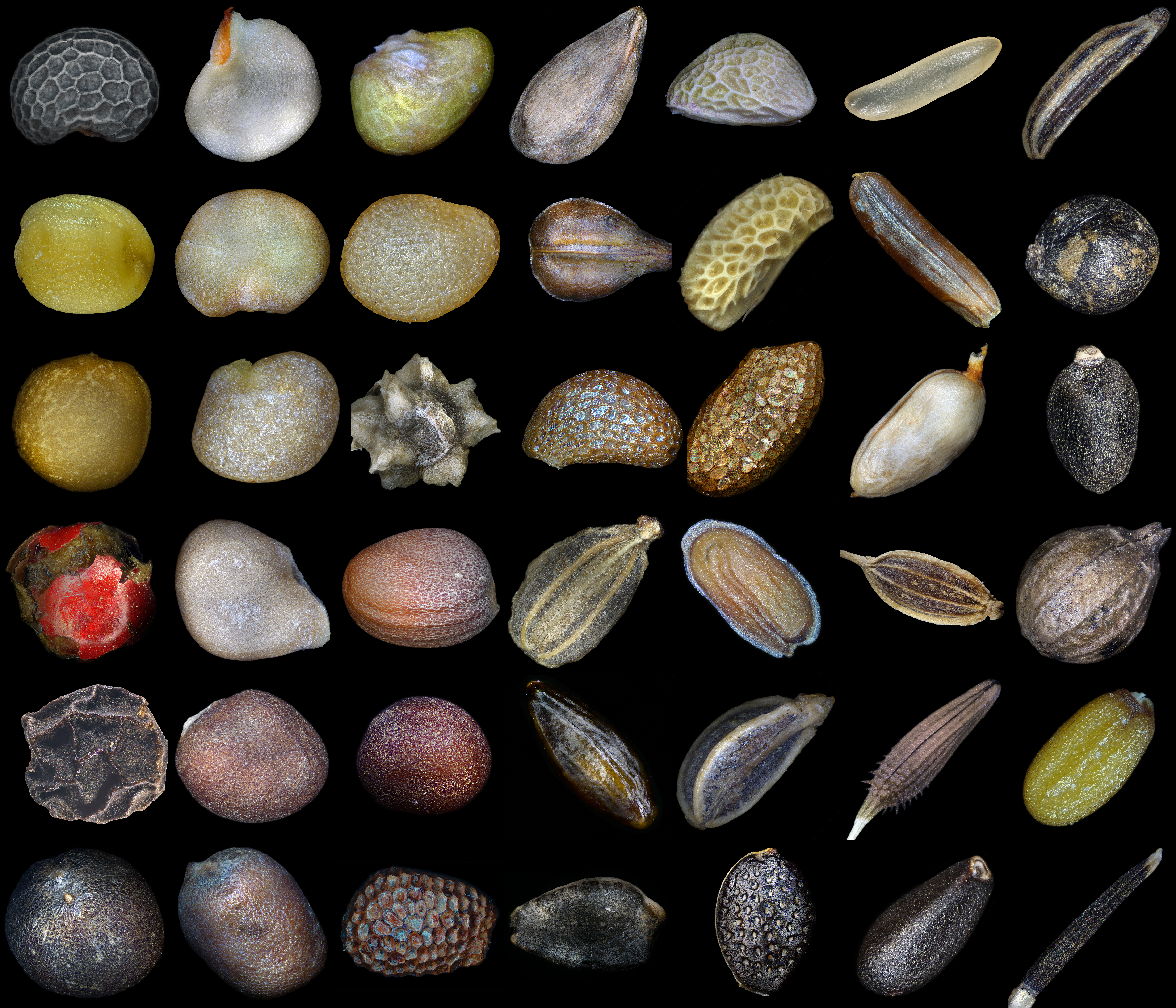
بذر گیاهان مختلف. ردیف ۱: خشخاش، فلفل قرمز، توت‌فرنگی، درخت سیب، شاه توت، برنج، زیره سیاه، ردیف ۲: خردل، بادمجان، فیسالیس، انگور، تمشک، برنج قرمز، نعنای هندی، ردیف ۳: انجیر، دیوخار، چغندر، بلوبری، کیوی طلایی، گل محمدی، ریحان، ردیف ۴: فلفل صورتی، گوجه‌فرنگی، تربچه، هویج، شب‌بو، شوید، گشنیز، ردیف ۵: فلفل سیاه، کلم سفید، کلم چینی، سنجد، جعفری، قاصدک، کیسه کشیش، ردیف ۶: گل‌کلم، تربچه، کیوی، گرنادیلا، میوه گل‌ساعتی، فرنجمشک، گل‌جعفری.

بذر (به انگلیسی: Seed) یا دانه یک گیاه، رویانی است که در یک پوشش خارجی محافظ، محصور شده است. تشکیل بذر بخشی از روند تولیدمثل در گیاهان دانه‌دار می‌باشد، پیدازادان شامل بازدانگان و گیاهان‌گل‌دار است.
بذرها محصول تخمک رسیده هستند، پس از لقاح توسط گرده و مقداری رشد در گیاه مادر. رویان از روی یاخته تخم و پوسته بذر از پوش‌های تخمک توسعه می‌یابند.
بذرها یک پیشرفت مهم در تولیدمثل و موفقیت گیاهان بازدانگان و گیاهان‌گل‌دار می‌باشد، نسبت به گیاهان ابتدایی‌تر مانند سرخس‌ها، خزه‌ها و جگرواشان، که بذر ندارند و از روش‌های وابسته به آب برای تکثیر خود استفاده می‌کنند. گیاهان بذری اکنون از تسلط زیستی کنام بر روی زمین برخوردارند، از جنگل‌ها گرفته تا علفزارها و در اقلیم گرم یا سرد.
اصطلاح «بذر» همچنین یک معنی کلی دارد که قبل از موارد فوق، به هر چیزی که می‌تواند کاشته شود، مثلاً «بذر» سیب‌زمینی، «بذرهای» ذرت یا بذرهای آفتابگردان گفته می‌شود. در مورد بذرهای آفتابگردان و ذرت، آنچه کاشته می‌شود بذر محصور در پوسته یا پوستک است، در حالی که سیب‌زمینی تجه‌ای است.
بسیاری از ساختارهایی که معمولاً «بذر» نامیده می‌شوند در واقع میوه‌های خشک هستند. به گیاهان تولیدکننده توت، باکات می‌گویند. بذرهای آفتابگردان گاهی در حالی که هنوز در دیواره سخت میوه قرار دارند به‌صورت تجاری فروخته می‌شوند که باید شکافته شوند تا به بذر برسند. گروه‌های مختلف گیاهان اصلاحات دیگری نیز دارند، به اصطلاح میوه‌های شفت (مانند هلو) دارای یک لایه میوه سخت شده (درون‌بر) هستند که به بذر واقعی چسبیده و اطراف آن را احاطه کرده است. آجیل میوه‌ای است تک‌بذر با پوسته سخت، که در برخی گیاهان با بذر شکوفا مانند بلوط یا فندق ایجاد می‌شود.

## تاریخچه
اولین گیاهان خشکی حدود ۴۶۸ میلیون سال پیش تکامل یافتند و با استفاده از هاگ تکثیر شدند. قدیمی‌ترین گیاهان دانه‌دار، بازدانگان بودند که تخمدانی نداشتند تا دانه‌ها را در خود جای دهند و زمانی در اواخر دوره دونین (۳۵۸ میلیون تا ۴۱۶ میلیون سال پیش) به وجود آمدند. سالها پیش)؛ آنها تخمک‌هایی داشتند که در یک فنجانه قرار می‌گرفتند، که گروهی از شاخه‌های محصور بودند که احتمالاً برای محافظت از دانه در حال رشد استفاده می‌شدند.
بذرها در چندین گروه مرتبط با گیاهان تولید می‌شوند و نحوه تولید آنها در گیاهان‌گل‌دار (بذرهای محصور) از بازدانگان (بذرهای برهنه) متمایز می‌کند. دانه‌های گیاهان‌گل‌دار در یک ساختار سخت یا گوشتی به نام میوه تولید می‌شود که دانه‌ها را برای محافظت به‌منظور تضمین رشد سالم محصور می‌کند. بعضی از میوه‌ها دارای هر دو لایه از مواد سخت و گوشتی هستند. در بازدانگان، هیچ ساختار خاصی برای محصور کردن بذرها ایجاد نمی‌شود و رشد آنها به‌صورت برهنه بر روی برگک‌های مخروط آغاز می‌کند.
با این حال، بذرها در فلس‌های مخروط پوشیده می‌شوند زیرا در برخی از گونه‌های مخروطیان رشد می‌کنند. تولید بذر در جمعیت طبیعی گیاهان در پاسخ به متغیرهای آب و هوا، حشرات و بیماری‌ها و چرخه‌های داخلی گیاهان از سالی به سال دیگر بسیار متفاوت است. برای نمونه، در طی یک دوره ۲۰ ساله، جنگلهای متشکل از کاج کندر و کاج برگ‌کوتاه از ۰ تا تقریباً ۵ میلیون بذر کاج سالم در هکتار تولید می‌شود. در این دوره، شش محصول محصور، پنج فقیر و نه محصول بذر خوب وجود داشت، که برای نهال‌بذری مناسب برای تولیدمثل طبیعی جنگل محاسبه شد.

## رشد و دگرگونی بذر
| I یاخته‌تخم II پیش‌رویان III گویچه‌ای | IV قلب V اژدر VI رویان بالغ |

مراحل رشد بذر:
I یاخته‌تخم
II پیش‌رویان
III گویچه‌ای
IV قلب
V اژدر
VI رویان بالغ
کلید: ۱. درون‌دانه ۲. یاخته‌تخم ۳. رویان ۴. نگهدارنده ۵. لپه ۶. نوک ساقه مریستم ۷. نوک ریشه مریستم ۸. ریشه‌چه ۹. ساقه‌لپه ۱۰. ساقه روی لپه۱۱. پوسته بذر

بذرهای گیاهان‌گل‌دار از سه ماده سازنده ژنتیکی متمایز تشکیل شده‌اند:
1. رویان که از یاخته‌تخم تشکیل شده است.
2. درون‌دانه، که به‌طور معمول سه‌جزئی است.
3. پوسته بذر که از بافت مادری تخمک مشتق می‌شود.

در گیاهان‌گل‌دار، فرایند رشد بذر با باروری دوتایی آغاز می‌شود، که شامل همجوشی دو گامت نر با سلول تخمک و سلول مرکزی برای تشکیل درون‌دانه اولیه و یاخته‌تخم است. دقیقاً پس از لقاح، یاخته‌تخم اغلب غیرفعال است، اما درون‌دانه اولیه به سرعت تقسیم می‌شود تا بافت درون‌دانه را تشکیل دهد. این بافت غذایی را تشکیل می‌دهد که گیاه جوان تا زمانی که ریشه‌ها از جوانه‌زنی رشد نکردند، مصرف خواهد کرد.

### تخمک

تخمک‌های گیاهی: تخمک بازدانگان در سمت چپ، تخمک گیاهان‌گل‌دار (داخل تخمدان) در سمت راست

بعد از لقاح تخمک‌ها به بذر تبدیل می‌شوند. تخمک از اجزائی تشکیل شده است:
- فنِکِیلس (funiculus) یا ساقه بذری که تخمک را به جفت و از این سو دیواره تخمدان یا میوه را به پیش‌میوه متصل می‌کند.
- نوسِلوس (nucellus)، بقایای بزرگ‌هاگدان و ناحیه اصلی تخمک که در آن مگاگامتوفیت ایجاد می‌شود.
- مایکروپایل (micropyle)، یک منفذ کوچک یا گشودگی در نوک قسمت پوش تخمک است که معمولاً لوله گرده در طی فرایند لقاح وارد آن می‌شود.
- کِلِیزا (Chalaza)، پایه تخمک در مقابل میکروپایل، جایی که پوش و نوسِلوس را به‌هم متصل می‌کنند.[۶]

شکل تخمک‌ها در هنگام تکامل اغلب در شکل نهایی بذرها تأثیر می‌گذارد. گیاهان به‌طور کلی تخمک‌هایی به چهار شکل تولید می‌کنند: رایج‌ترین شکل آناتروپوس (anatropous) نامیده می‌شود که دارای شکل منحنی است. تخمک‌های ارتوتروپوس (Orthotropous) مستقیم هستند و تمام قسمت‌های تخمک به‌طور صف کشیده در یک ردیف طولانی قرار دارند و یک بذر غیرمنحنی تولید می‌کنند. تخمک‌های کَمپایلوتروپوس (Campylotropous) دارای مگاگامتوفیت خمیده هستند که غالباً شکل «C» به بذر می‌دهد. آخرین شکل تخمک آمفیتروپوس (amphitropous) نامیده می‌شود، جایی که تخمک تا حدودی معکوس شده و ۹۰ درجه روی ساقه خود (funicle or funiculus) برگردانده می‌شود.
در اکثر گیاهان‌گل‌دار، بخش اول تقسیم یاخته‌تخم از نظر محور طولی از جهت معکوس برخوردار است و این قطبیت رویان را ایجاد می‌کند. قطب بالایی یا کِلِیزا به منطقه اصلی رشد رویان تبدیل می‌شود، در حالی که قطب پایین یا مایکروپیلار شبه‌ساقه نگه‌دارنده را تولید می‌کند که به مایکروپایل متصل می‌شود. نگه‌دارنده، مواد مغذی را که در طول رشد رویان استفاده می‌شود از درون‌دانه جذب و تبدیل می‌کند.

### رویان
اجزای اصلی رویان عبارتند از:

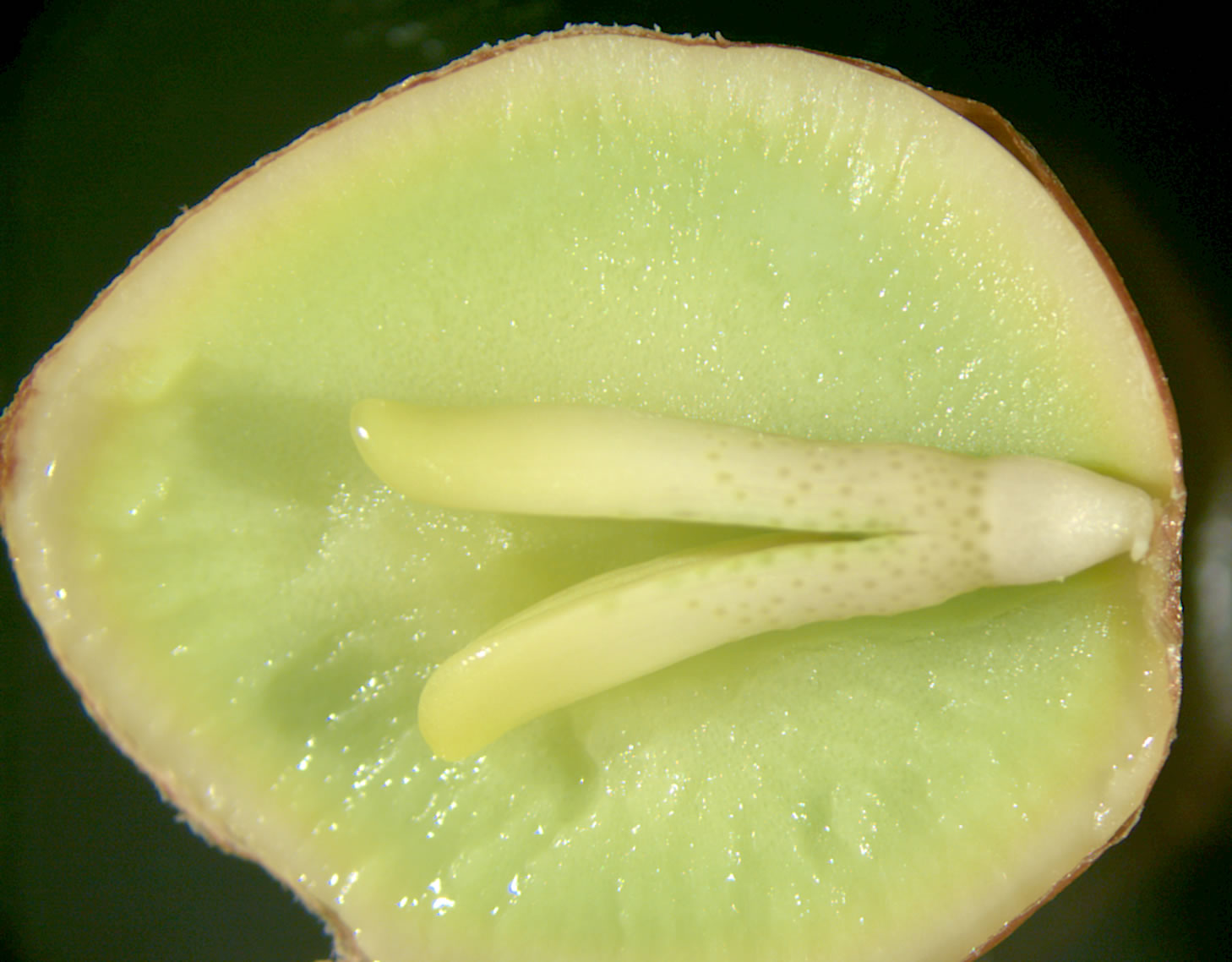
داخل یک بذر کهن‌دار، یک رویان تکامل‌یافته، بافت مغذی (مگاگامتوفیت) و کمی از پوشش بذر در اطراف آن را نشان می‌دهد.

- لپه‌ها (Cotyledon)، برگ‌های بذری، متصل به محور رویانی است. ممکن است یکی وجود داشته باشد (تک‌لپه‌ها) یا دو عدد (دولپه‌ها). لپه همچنین منبع مواد مغذی موجود در دولپه‌ای غیردرون‌دانه است که در این صورت جایگزین درون‌دانه می‌شوند و ضخیم و چرمی هستند. در بذرهای درون‌دانه‌ای لپه‌ها نازک و کاغذی هستند. دولپه‌ها دارای نقطه اتصال متقابل یکدیگر در محور هستند.
- ساقه‌چه (Epicotyl)، محور رویانی که بالای نقطه اتصال لپه(ها) است.
- برگچه (Plumule)، نوک ساقه‌چه است و به‌دلیل وجود پیش‌برگ جوان، ظاهری پَرمانند دارد و پس از جوانه‌زنی به شاخه تبدیل می‌شود. مریستم نیز در این ناحیه می‌باشد.
- زیرلپه (Hypocotyl)، محور رویانی زیر نقطه اتصال لپه(ها) می‌باشد، اتصال ساقه‌چه و ریشه‌چه، ناحیه گذار ساقه و ریشه است.
- ریشه‌چه (Radicle)، نوک پایه زیرلپه است و ریشه اولیه را ایجاد می‌کند.

گیاهان تک‌لپه دارای دو ساختار اضافی به‌صورت غلاف هستند. برگچه با ساقه‌پوش احاطه شده است که اولین برگ را تشکیل می‌دهد در حالی که ریشه‌چه با ریشه‌پوش احاطه شده است. این ریشه‌چه به ریشه اولیه متصل می‌شود و ریشه‌های افشان کناری را تشکیل می‌دهند. در اینجا زیرلپه یک محور ابتدایی بین ریشه‌چه و برگچه است. بذرهای ذرت از این ساختارها ایجاد می‌شوند، پیش‌میوه، سپرچه (تک‌لپه بزرگ) که مواد مغذی را از درون‌دانه، برگچه، ریشه‌چه، ساقه‌پوش و ریشه‌پوش جذب می‌کند. این دو ساختار آخر مانند غلاف هستند و برگچه و ریشه‌چه را در خود احاطه کرده و از آنها محافظت می‌کنند.

### پوسته بذر
تخمک بالغ دچار تغییرات مشخصی به‌خصوص در پوش‌ها می‌شود، به‌طور کلی دارای کاهش و بی‌نظمی است اما گاهی ضخیم می‌شود. پوسته بذر از دو پوش یا لایه بیرونی سلول‌های تخمک که از بافت گیاه مادری است تشکیل می‌شود، پوش داخلی تِگمِن (tegmen) را تشکیل می‌دهد و پوش بیرونی تِستا (testa) را تشکیل می‌دهد. (پوشش بذر بعضی از گیاهان تک‌لپه، مانند علف‌ها ساختار متمایزی ندارند، اما با دیواره میوه‌ها ترکیب می‌شوند و یک پیش‌میوه تشکیل می‌دهند) تِستاهای هر دوی تک‌لپه‌ها و دولپه‌ها اغلب با الگوها و علائم بافتی مشخص می‌شوند، یا دارای بال یا پُرز هستند. وقتی پوسته بذر فقط از یک لایه تشکیل می‌شود، آن را تِستا نیز می‌نامند، هرچند همه این تِستاها از یک گونه به گونه دیگر هم‌ساخت‌شناسی ندارند. فنِکِیلس از بین می‌رود (در نقطه ثابت جدا می‌شود - منطقه ریزش)، محل زخم آن تشکیل یک فرورفتگی بیضی‌شکل به‌نام ناف است. تخمک‌های آناتروپوس دارای بخشی از فنِکِیلس هستند (به پوسته بذر جوش می‌خورند) و یک برجستگی طولی را بالای ناف تشکیل می‌دهند. در تخمک‌های دوپوش (برای نمونه پنبه) هر دو پوش داخلی و خارجی به تشکیل پوسته بذر کمک می‌کنند. با ادامه بلوغ، سلول‌ها در پوش بیرونی بزرگ می‌شوند. در حالی که روپوست داخلی ممکن است به‌صورت یک لایه باقی بماند، همچنین ممکن است تقسیم شود تا دو یا سه لایه تولید کرده و نشاسته جمع کند که از آن به‌عنوان لایه بی‌رنگ یاد می‌شود. در مقابل، روپوست خارجی دباغی می‌شود. پوش داخلی ممکن است از هشت تا پانزده لایه تشکیل شده باشد. (Kozlowski ۱۹۷۲)
با بزرگ شدن سلول‌ها، نشاسته در لایه‌های بیرونی ناحیه رنگدانه‌ای زیر پوشش خارجی رسوب می‌کند، این ناحیه شروع به چوبی‌شدن می‌کند، در حالی که سلول‌های پوشش خارجی به‌طور شعاعی بزرگ می‌شوند و دیواره‌های آنها ضخیم می‌شود، هسته و سیتوپلاسم به قسمت لایه بیرونی فشرده می‌شوند. این سلول‌ها که از سطح داخلی آنها گسترده‌تر است، سلول‌های محاصره‌ای نامیده می‌شوند. در پوشش داخلی، سلول‌ها نیز مانند ضخیم شدن دیواره‌ها به‌طور شعاعی با صفحه بزرگ می‌شوند. پوش داخلی بالغ یک لایه محصور شده است، یک منطقه رنگدانه‌ای با ۲۰–۱۵ لایه است، در حالی که داخلی‌ترین لایه به‌عنوان لایه حاشیه‌ای شناخته می‌شود. (Kozlowski ۱۹۷۲)

### بازدانگان
در بازدانگان که تخمدان تشکیل نمی‌دهند، تخمک‌ها و از این رو بذرها در معرض قرار می‌گیرند. این اساس نامگذاری آنها است «گیاهان بذر برهنه». دو سلول اسپرم منتقل شده از گرده با لقاح‌مضاعف باعث رشد بذر نمی‌شوند اما یک هسته اسپرم با هسته تخمک متحد می‌شود و از اسپرم دیگر استفاده نمی‌شود. گاهی هر اسپرم یک سلول تخمک را بارور می‌کند و سپس یک یاخته‌تخم سِقط می‌شود یا در مراحل اولیه رشد جذب می‌شود. بذر از رویان (نتیجه لقاح) و بافت گیاه مادر تشکیل شده است که در گیاهان مخروطی مانند کاج و کاج نوئل نیز یک مخروط در اطراف بذر تشکیل می‌شود.

## شکل و ظاهر
تعداد زیادی اصطلاحات برای توصیف اشکال بذر استفاده می‌شود، بسیاری از آنها عمدتاً قابل توضیح هستند مانند لوبیا شکل یا شبیه کلیه، مربع یا مستطیل، زاویه‌دار که یا همه ضلع‌های آن کم و بیش مساوی است یا طولانی‌تر از عرض است، مثلثی، سه طرفه که طرف وسط و زیر گسترده‌تر است، بیضوی یا تخم‌مرغی، هر دو انتهای آن گرد شده، یا یک انتهای آن پهن‌تر است، دایره است اما دو طرف قرینه است نسبت به وسط.
دیگر اصطلاح‌های کمتر واضح عبارتند از دیسکوئید (شبیه دیسک یا صفحه، دارای ضخامت و صورت موازی و دارای حاشیه گرد)، بیضی، کروی یا فرعی‌گِرد (کمتر کروی)، عدسی، مستطیل، بیضی، کلیوی و سکتوروئیدی. بذرهای استرایت (Striate) با خطوط طولی یا موازی، راه راه هستند. رایج‌ترین رنگ‌ها قهوه‌ای و سیاه است، سایر رنگ‌ها نادر هستند. سطح از بسیار صیقلی تا قابل توجهی خشن متفاوت است. سطح ممکن است زائده‌های مختلفی داشته باشد. یک پوشش بذر با قوام چوب‌پنبه به‌عنوان فرعیِرُز نامیده می‌شود. اصطلاحات دیگر شامل پوسته‌پوسته (سخت، نازک یا شکننده) است.

## ساختار

قسمت‌های بذر لوبیا (دو لپه)، که پوشش بذر و جنین را نشان می‌دهد.

نمودار ساختار داخلی بذر و رویان دولپه: (الف) پوسته بذر، (ب) درون‌دانه، (ج) لپه، (د) زیرلپه

نمای کلی یک بذر دولپه (۱) در مقابل یک بذر تک‌لپه (۲). A. سپرچه B. زیرلپه C. ناف D. برگ‌چه E. ریشه‌چه F. درون‌دانه

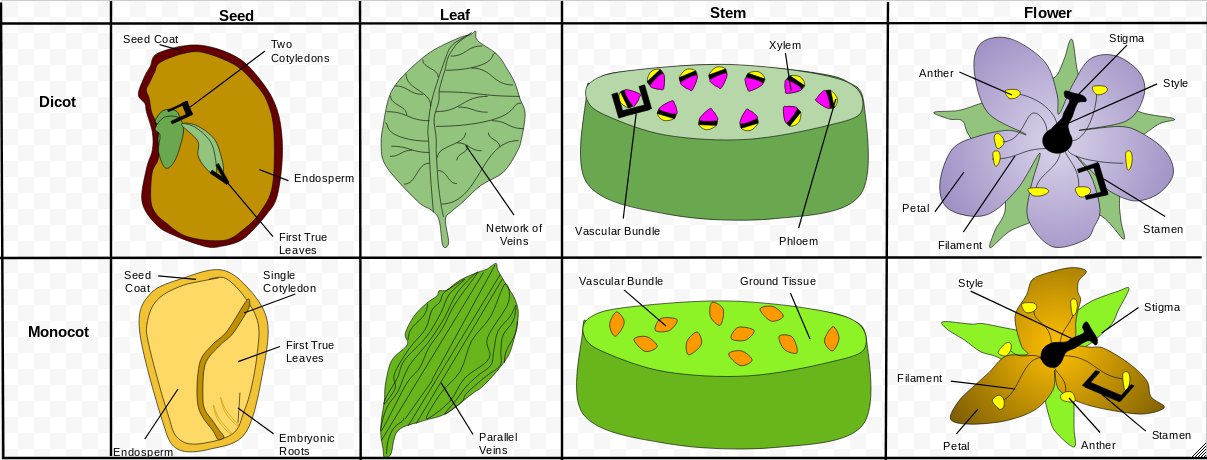
مقایسه تک‌لپه‌ها و دولپه‌ها

یک بذر معمولی دارای دو بخش اساسی است:
1. یک رویان
2. یک پوسته بذر

علاوه بر این، درون‌دانه در اکثر تک‌لپه‌ها و دولپه‌های درون‌دانه‌ای ذخیره مواد مغذی برای رویان را تشکیل می‌دهد.

### انواع بذر
بذور در انواع مختلف ساختاری در نظر گرفته شده است (مارتین ۱۹۴۶). این معیار بر اساس معیار غالب آنها که نسبت اندازه رویان به بذر است محاسبه می‌شود. این نشان‌دهنده میزان جذب لپه در حال رشد، مواد مغذی درون‌دانه و در نتیجه از بین رفتن آن است.
شش نوع در میان تک‌لپه‌ها مشاهده می‌شود، ده نوع در دولپه‌ها و دو نوع در بازدانگان (خطی و منشعب). این طبقه‌بندی بر اساس سه ویژگی انجام شده است: ریخت‌شناسی رویان، میزان درون‌دانه و موقعیت رویان نسبت به درون‌دانه.

### رویان
در بذرهای درون‌دانه‌ای، دو منطقه مشخص در داخل پوسته بذر وجود دارد، درون‌دانه فوقانی و بزرگتر و رویان کوچکتر. رویان، تخمک بارور شده است، یک گیاه نابالغ که در شرایط مناسب گیاه جدیدی از آن رشد می‌کند. رویان یک لپه یا برگ بذری در تک‌لپه‌ها، در دولپه‌ها تقریباً دو لپه و دو یا بیشتر در بازدانگان دارد. در میوه دانه‌ها (caryopses) تک‌لپه به‌شکل سپر است و از این رو سِپَرچه (scutellum) نامیده می‌شود. سپرچه به درون‌دانه که مواد غذایی را از آن جذب می‌کند، فشرده شده است و مواد غذایی را به قسمت‌های در حال رشد منتقل می‌کند. ظاهر رویان، کوچک، راست، خم، منحنی و پیچ‌خورده است.

### ذخیره مواد مغذی
در داخل بذر، معمولاً ذخیره‌ای از مواد مغذی برای نهال وجود دارد که از رویان رشد می‌کند. فرم تغذیه ذخیره‌شده بسته به نوع گیاه متفاوت است. در گیاهان گل‌دار، غذای ذخیره‌شده به‌عنوان بافتی به نام درون‌دانه شروع می‌شود که از طریق لقاح‌مضاعف از گیاه مادر و گرده گرفته می‌شود. این ماده معمولاً سه‌گانه است و سرشار از روغن یا نشاسته و پروتئین است. در بازدانگان، مانند درختان مخروطی، بافت ذخیره‌کننده مواد غذایی (که به آن درون‌دانه نیز می‌گویند) بخشی از گامتوفیت ماده، یک بافت هاپلوئید است. درون‌دانه توسط لایه آردینه احاطه و با آردینه پروتئینی دانه‌ها پر شده است.
در اصل، به قیاس با تخمک جانور، از لایه بیرونی هسته (تخمک) به‌عنوان آلبومین و از لایه داخلی درون‌دانه به‌عنوان ویتلوس (vitellus) یاد می‌شد. اگرچه گمراه کننده است، اما این اصطلاح در تمام مواد مغذی به‌کار می‌رود. این اصطلاح همچنان در اشاره به بذرهای درون‌دانه‌ای به‌عنوان «آلبومین» وجود دارد. از ماهیت این ماده در توصیف و طبقه‌بندی بذرها و به‌علاوه بر نسبت رویان به درون‌دانه استفاده می‌شود.
درون‌دانه ممکن است نشاسته‌ای (یا آردنما) در نظر گرفته شود که در آن سلول‌ها از نشاسته پر شده باشند، برای نمونه دانه‌های غلات، یا نه (غیرنشاسته‌ای). درون‌دانه همچنین ممکن است به‌عنوان «گوشتی» یا «غضروفی» با سلول‌های نرم و ضخیم‌تر مانند نارگیل شناخته شود، اما همچنین ممکن است روغنی باشد مانند روغن کرچک، پنبه و خشخاش باشد. درون‌دانه وقتی «شاخی» نامیده می‌شود که دیواره‌های سلول مانند خرما و قهوه ضخیم‌تر باشد، یا در صورت خال‌دار شدن، مانند جوز هندی، نخل‌ها و آنوناسه می‌شود.
در اکثر تک‌لپه‌ها (مانند گندمیان و نخل‌ها) و برخی از دولپه‌ها (درون‌دانه یا آلبومین) مانند لوبیای کرچک، رویان در درون‌دانه (و نوتوسل) تعبیه شده است، که نهال هنگام جوانه‌زدن از آن استفاده می‌کند. در دولپه‌ای غیردرون‌دانه‌ای، درون‌دانه توسط رویان جذب می‌شود زیرا دومی در بذر در حال رشد توسعه می‌یابد و لپه‌های رویان با موادغذایی ذخیره‌شده پر می‌شوند.
در زمان بلوغ، بذرهای این گونه‌ها فاقد درون‌دانه هستند و از آنها به‌عنوان بذرهای اِگزالبومینوس (exalbuminous) نیز یاد می‌شود. بذرهای اِگزالبومینوس شامل حبوبات (مانند لوبیا و نخودفرنگی)، درختانی مانند بلوط و گردو، سبزیجاتی مانند کدو و تربچه و آفتابگردان است. طبق گفته‌های بِولی و بلک (۱۹۷۸)، ذخیره آجیل برزیلی در زیرلپه است، این محل ذخیره‌سازی در بین بذرها غیرمعمول است. همه بذرهای بازدانگان آلبومینی هستند.

### پوسته بذر

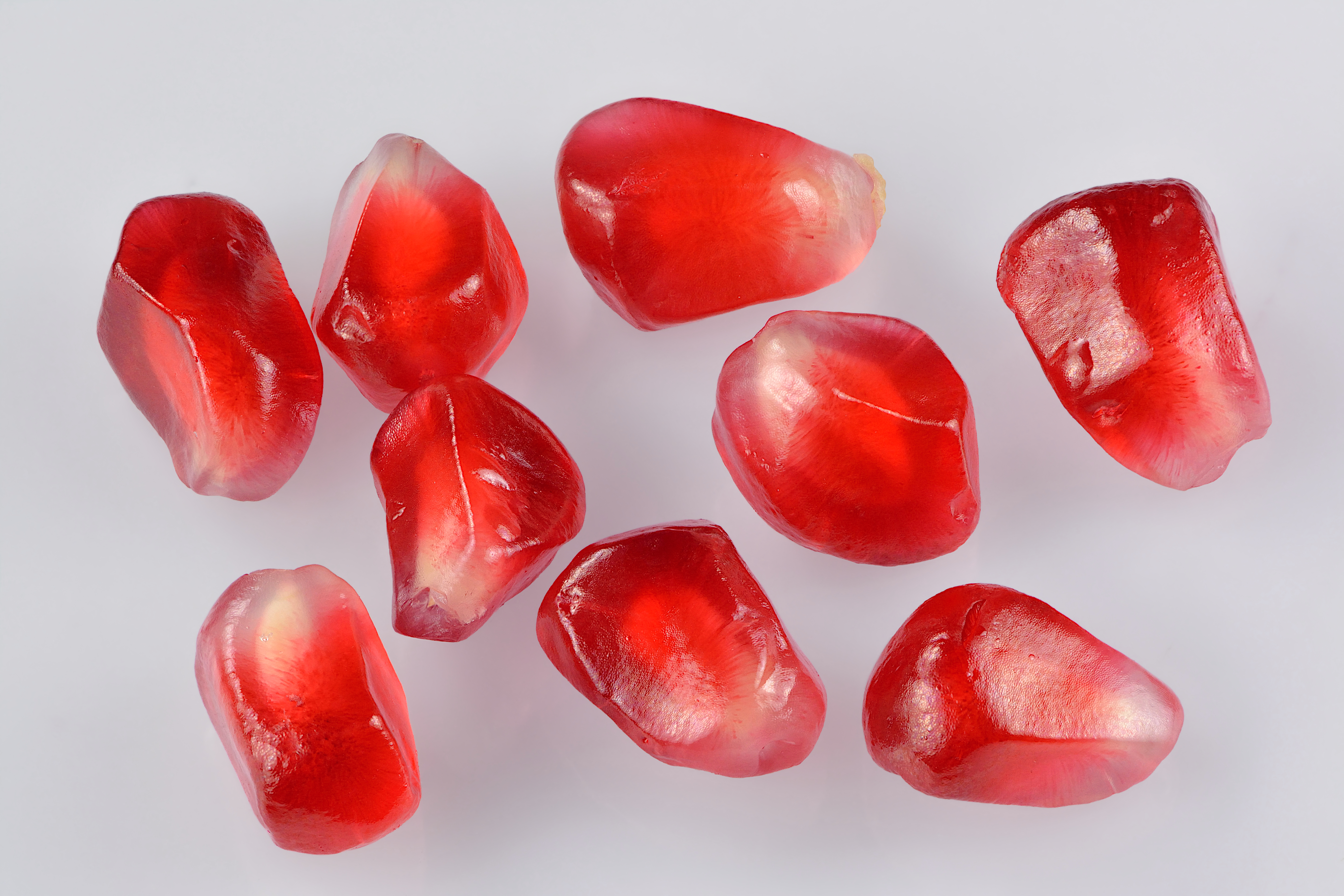
پوسته بذر در انار

پوسته بذر از بافت مادر تشکیل می‌شود، که در اصل پوش‌ها تخمک را احاطه می‌کنند. پوسته بذر در بذر بالغ می‌تواند یک لایه نازک کاغذی (برای نمونه بادام‌زمینی) یا چیزی قابل توجه‌تر (برای نمونه ضخیم و سخت در لیلکی آمریکایی و نارگیل)، یا گوشته‌ای مانند سارکوتستا در انار باشد. پوسته بذر به محافظت از جنین در برابر صدمات مکانیکی، شکارچیان و خشک شدن آن کمک می‌کند. بسته به نوع تکوین، پوسته بذر یا دوپوش است یا تک‌پوش است. بذرهای دوپوش شامل تستا از قسمت پوش خارجی و تگمن از پوش داخلی می‌شوند در حالی که بذرهای تک‌پوش فقط از یک پوش تشکیل می‌شوند. معمولاً قسمت‌های تستا و تگمن یک لایه مکانیکی محافظ سخت ایجاد می‌کنند. لایه مکانیکی ممکن است از نفوذ آب و جوانه‌زنی جلوگیری کند. از جمله موانع ممکن است وجود اسکلریدهای لیگنینی شده باشد.
پوش خارجی دارای تعدادی لایه است، به‌طور کلی بین چهار تا هشت لایه در سه لایه سازمان‌یافته است: (a) روپوست خارجی (b) ناحیه رنگی بیرونی از دو تا پنج لایه حاوی تانن و نشاسته (c) روپوست داخلی. درون‌پوش از روپوست داخلی مربوط به پوش داخلی مشتق شده و برون‌پوش از سطح خارجی پوش درونی مشتق می‌شود. اگر برون‌پوش نیز یک لایه مکانیکی باشد، به آن بذر اگزوتستال گفته می‌شود، اما اگر لایه مکانیکی درون‌پوش باشد به آن بذر اندوتستال می‌گویند. اگزوتستا ممکن است از یک یا چند ردیف سلول تشکیل شده باشد که مانند (باقلائیان) کشیده و سنگ‌فرش شده‌اند، از این رو «اگزوتستای سنگ‌فرشی» نامیده می‌شود.
علاوه بر سه قسمت اصلی بذر، بعضی از دانه‌ها دارای زائده، آریل، برآمدگی گوشته‌ای فِنیکِل، (مانند سرخدار و جوز هندی) یا زائده روغنی، الیوزوم (مانند بهارک) یا مو هستند (کرک). در مثال اخیر این موها منبع پنبه محصول نساجی هستند. سایر ضمائم بذر عبارتند از: رافه (یال)، بال‌ها، گلهای کوهی (یک برآمدگی نرم اسفنجی از پوش خارجی در مجاورت میکروپایل)، خارها یا غده‌ها. همچنین ممکن است اگر یک زخم بر روی پوسته بذر باقی بماند، به آن ناف می‌گویند، جایی که بذر توسط فِنیکِل به دیواره تخمدان متصل می‌شود. درست در زیر آن یک منافذ کوچک قرار دارد، که نمایانگر مایکروپایل تخمک است.

### اندازه و مجموعه دانه‌ها

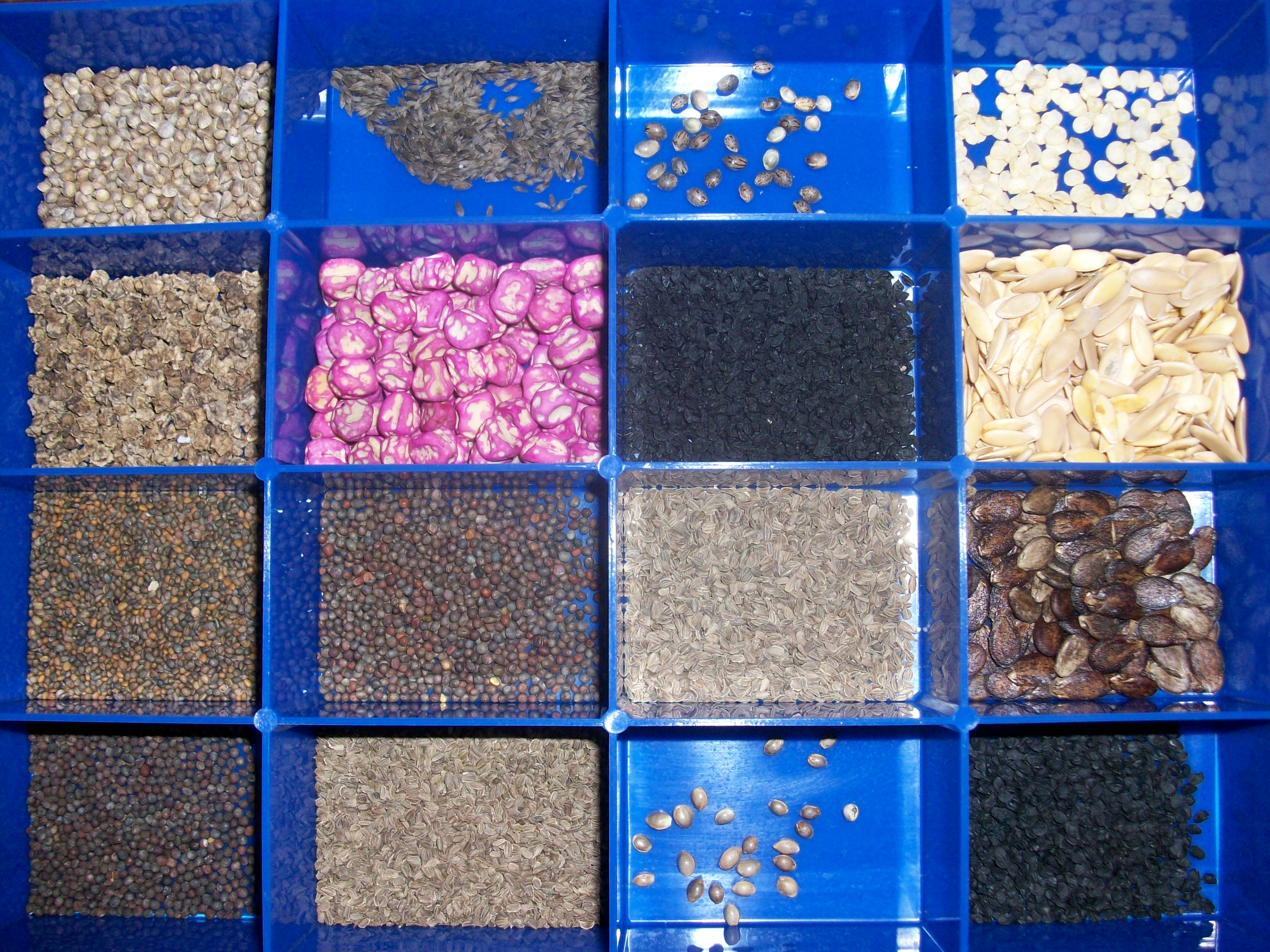
مجموعه‌ای از بذرهای مختلف سبزیجات و گیاهان

اندازه بذرها بسیار متنوع است. بذرهای ارکیده شبیه گرد و غبار با حدود یک میلیون بذر در هر گرم، کوچک‌ترین هستند. آنها غالباً بذرهای رویانی با رویان‌های نابالغ و ذخیره انرژی غیرقابل توجه هستند. ارکیده و چند گروه دیگر از گیاهان، گیاه‌انگل قارچ هستند که برای تغذیه در طول جوانه‌زنی و رشد اولیه گیاه‌چه به همزیستی قارچ‌ریشه نیاز دارند. در واقع برخی از نهال‌های ارکیده زمینی، چند سال اول زندگی خود را با صرف انرژی از قارچ‌ها می‌گذرانند و برگ‌های سبز تولید نمی‌کنند. با بیش از ۲۰ کیلوگرم، بزرگ‌ترین بذر مربوط به نارگیل دریایی است. گیاهانی که بذرهای کوچکتر تولید می‌کنند می‌توانند تعداد بیشتری بذر در هر گل تولید کنند، در حالی که گیاهان با بذرهای بزرگتر منابع بیشتری را در این بذرها سرمایه‌گذاری می‌کنند و به‌طور معمول بذر کمتری تولید می‌کنند. بذرهای کوچک زودتر رسیده و زودتر قابل پخش هستند، بنابراین پاییز اغلب گیاهان شکوفه‌دار دارای بذرهای ریز هستند. بسیاری از گیاهان یک ساله مقادیر زیادی بذر کوچکتر تولید می‌کنند. این کمک می‌کند تا اطمینان حاصل شود که حداقل تعداد کمی در یک مکان مطلوب به رشد لازم می‌رسند. گیاهان چندساله و علفی اغلب بذرهای بزرگتری دارند. آنها می‌توانند بذرها را طی سال‌های طولانی تولید کنند و بذرهای بزرگتر ذخیره انرژی بیشتری برای جوانه‌زنی و رشد گیاه‌چه دارند و پس از جوانه‌زنی نهال‌های بزرگتر و ثابت‌تری تولید می‌کنند.

### کارکرد
بذرها عملکردهای مختلفی برای گیاهان تولیدکننده دارند. مهم‌ترین این عملکردها، تغذیه رویان، پراکندگی در مکان جدید و خفتگی در شرایط نامساعد است. بذرها اساساً وسیله‌ای برای ازدیاد هستند و بیشتر بذرها محصول تولیدمثل جنسی هستند که تولید مجدد مواد ژنتیکی و تنوع فنوتیپی را باعث می‌شود که بر اثر انتخاب طبیعی بر روی آنها اعمال می‌شود. بذرهای گیاهی میکروارگانیسم‌های گیاه‌درون‌رست دارند که می‌توانند عملکردهای مختلفی را انجام دهند، مهم‌ترین آنها محافظت در برابر بیماری است.

### تغذیه جنین
بذرها از رویان یا گیاه جوان محافظت نموده و آن را تغذیه می‌کنند. آنها به‌دلیل داشتن ذخایر غذایی بیشتر در بذر و چند سلولی بودن جنین محصور شده معمولاً شروع جوانه‌زنی سریع‌تر از یک هاگ را دارند.

### پراکندگی
برخلاف جانوران، گیاهان توانایی جستجوی شرایط مطلوب برای زندگی و رشد را ندارند. در نتیجه، گیاهان بسیاری از روش‌ها را برای پراکنده کردن فرزندان خود با پراکنده کردن بذرهایشان تکامل داده‌اند (به تولید مثل رویشی نیز مراجعه کنید). یک بذر باید به نحوی به مکانی برسد و در زمانی مناسب برای جوانه‌زنی و رشد در آنجا باشد. هنگامی که میوه‌ها به‌طور منظم بذرهای خود را باز کرده و آزاد می‌کنند، آن را شکوفایی می‌نامند، که اغلب برای گروه‌های مربوط به گیاهان متمایز است. این میوه‌ها شامل کپسول، برگه، حبوبات و خورجین است. هنگامی که میوه‌ها به‌طور منظم بذرهای خود را باز نکرده و آزاد نمی‌کنند، آنها را ناشکوفا می‌گویند، که شامل میوه‌های گندمه، فندقه، فندقه بالدار و فندقی است.

بذرهای قاصدک در فندفه‌ها موجود است که می‌تواند در فواصل طولانی توسط باد حمل شود.

### توسط باد (بادران)
- بعضی از بذرها (برای نمونه، کاج) دارای بال هستند که به پراکندگی توسط باد کمک می‌کند.
- بذرهای غبارمانند ارکیده به‌طور مؤثر توسط باد حمل می‌شوند.
- بعضی از بذرها (برای نمونه، علف‌شیر، صنوبر) دارای موهایی هستند که به پراکندگی توسط باد کمک می‌کنند.[۲۴]

بذرهای دیگر در ساختارهای میوه محصور شده‌اند که به روش‌های مشابه به پراکندگی توسط باد کمک می‌کنند:
- فندقه قاصدک دارای مو است.
- فندقه افرا دارای دو بال است.

### با آب (آب‌ران)
- بعضی از گیاهان مانند ماکانا و دیوکلئا (Dioclea) بذرهای شناوری موسوم به لوبیای‌دریایی یا بذر رونده تولید می‌کنند زیرا در رودخانه‌ها به سوی اقیانوس‌ها شناور می‌شوند و در سواحل شسته می‌شوند.[۲۵]

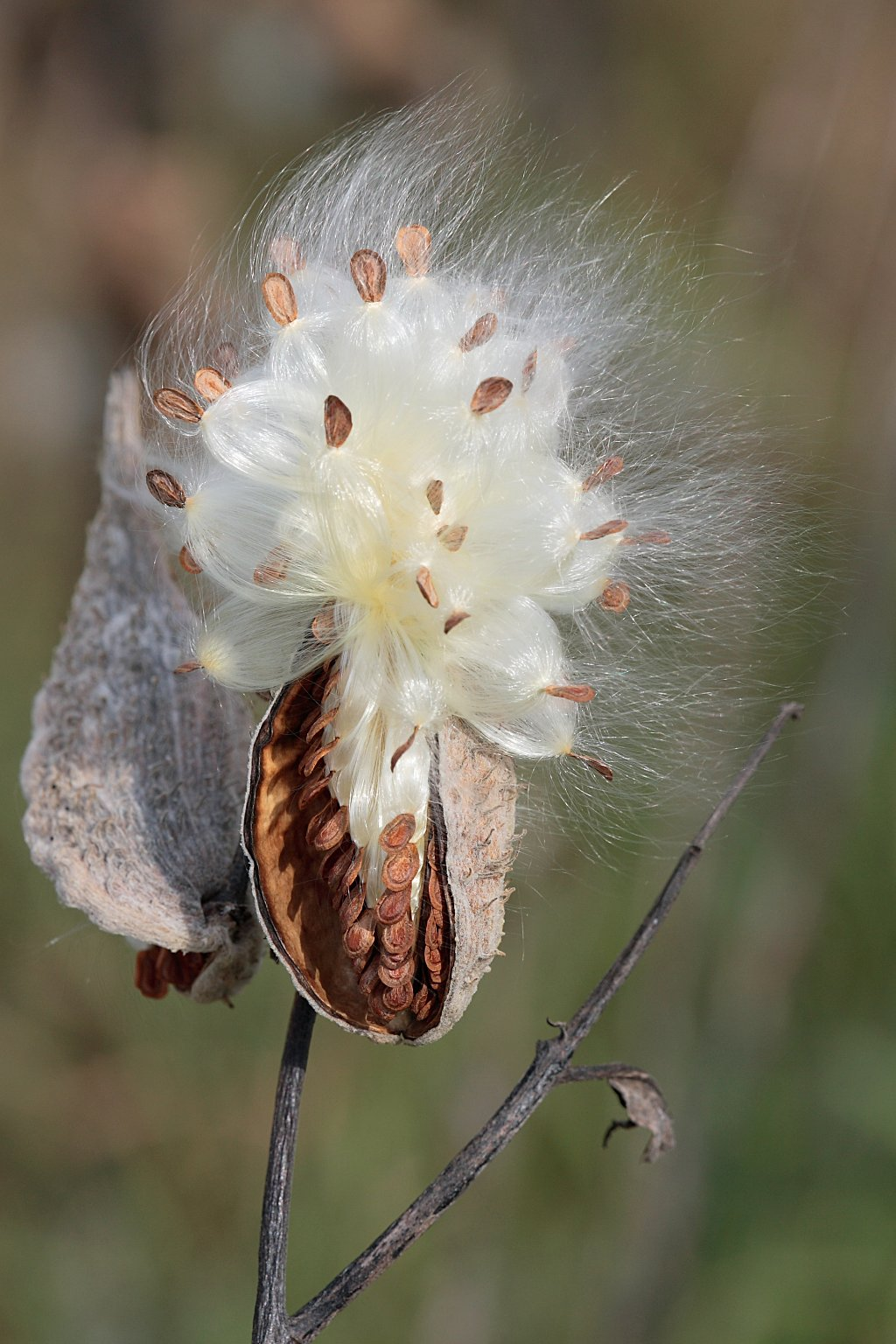
غلاف بذر گیاه علف‌شیر (Asclepias syriaca)

### با جانوران (وحش‌ران)
- بذرهایی (شاخک) با خار یا قلاب (برای نمونه گل‌بنه‌خار (Acaena)، باباآدم، ترشک) که به خز یا پرهای جانوران متصل می‌شوند و بعداً رها می‌شوند.
- بذرهایی با پوشش گوشتی (برای نمونه سیب، گیلاس، ارس) توسط جانوران (پرندگان، پستانداران، خزندگان، ماهی‌ها) خورده می‌شوند و سپس این بذرها را با مدفوع پراکنده می‌کنند.
- بذرها (فندقی) منابع غذایی قابل توجه و ذخیره‌سازی طولانی مدت برای جانوران هستند (برای نمونه بلوط، فندق، گردو). بذرها در فاصله کمی از گیاه مادر ذخیره می‌شوند و اگر جانور آنها را فراموش کند مقداری از آنها سالم می‌مانند.
- توسط مورچه‌ها (Myrmecochory)، پخش بذر توسط مورچه است. مورچه‌های علوفه بذرهایی را که دارای زائده‌هایی به نام الیوزوم (Elaiosome)[۲۶] هستند پراکنده می‌کنند (برای نمونه ریشه‌خون (Sanguinaria)، تریلیوم، آکاسیا و بسیاری از گونه‌های شکرپارگان). الیوزوم‌ها ساختاری نرم و گوشته‌ای هستند که برای جانورانی که آنها را می‌خورند دارای مواد مغذی است. مورچه‌ها چنین بذرهایی را به لانه خود می‌برند، جایی که الیوزوم‌ها خورده می‌شوند. باقیمانده بذر، که برای مورچه‌ها سخت و غیرقابل خوردن است، سپس یا در داخل لانه جوانه می‌زند یا در یک محل دفع که بذر توسط مورچه‌ها دور ریخته می‌شود قرار می‌گیرد.[۲۷] این رابطه پراکندگی مثالی از هم‌زیستی دوسویه است، زیرا گیاهان برای پخش بذرها به مورچه‌ها نیاز دارند، در حالی که مورچه‌ها برای غذا به بذر گیاهان نیاز دارند. در نتیجه، کاهش تعداد یک شریک می‌تواند موفقیت شریک دیگر را کاهش دهد. در آفریقای جنوبی، مورچه آرژانتینی که گونه‌ای مهاجم است به گونه‌های بومی مورچه‌ها حمله کرده و آنها را آواره کرده است. برخلاف گونه‌های مورچه بومی، مورچه‌های آرژانتینی دانه‌های گیاه پاگودا (Mimetes cucullatus) را جمع نمی‌کنند یا الیوزوم‌ها را نمی‌خورند. در مناطقی که این مورچه‌ها به آن حمله کرده‌اند تعداد نهال‌های پاگودا کاهش یافته است.[۲۸]

### دوره خواب
دوره خواب بذر دو وظیفه اصلی دارد: اول هماهنگ‌سازی جوانه‌زنی با شرایط مطلوب برای بقای نهال حاصله. دوم گسترش جوانه‌زنی دسته‌ای از بذرها در طول زمان است تا فاجعه‌ای (مانند یخبندان‌های دیررس، خشکسالی، گیاه‌خواری) منجر به مرگ همه فرزندان یک گیاه (Bet hedging) نشود. خواب بذر به این معنی است که بذر در شرایط محیطی مناسب برای جوانه‌زنی جوانه نمی‌زند، به‌طور معمول زمانی که محیط در دمای مناسب با رطوبت مناسب خاک باشد؛ بنابراین خواب واقعی یا خواب ذاتی ناشی از شرایط درون بذر است که از جوانه‌زنی جلوگیری می‌کند. بنابراین خواب یک حالت بذر است نه محیط. خواب القایی، خواب اجباری یا سکون بذر زمانی اتفاق می‌افتد که بذری جوانه نمی‌زند زیرا شرایط محیطی خارجی برای جوانه‌زنی نامناسب است، بیشتر در پاسخ به تاریکی یا روشنایی زیاد، سرما یا گرما یا خشکی بیش از حد.
خواب بذر با ماندگاری بذر در خاک یا گیاه یکسان نیست اگرچه حتی در نشریات علمی خواب و ماندگاری اغلب اشتباه گرفته شده یا به‌عنوان مترادف استفاده می‌شود.
اغلب خواب بذر به چهار دسته عمده تقسیم می‌شود: برون‌زاد، درون‌زاد، ترکیبی و ثانویه. یک سیستم جدید پنج طبقه را متمایز می‌کند: خواب ریخت‌شناسی، فیزیولوژیکی، مورفوفیزیولوژیکی، فیزیکی و ترکیبی.
خواب خارجی بر اثر شرایط خارج از جنین ایجاد می‌شود، از جمله:
- خواب فیزیکی یا پوشش سخت بذر زمانی رخ می‌دهد که بذرها در برابر آب نفوذناپذیر باشند. در هنگام خواب، یک ساختار تخصصی «شکاف آب» در پاسخ به نشانه‌های محیطی به‌ویژه دما مختل می‌شود، بنابراین آب می‌تواند وارد بذر شود و جوانه‌زنی می‌تواند رخ دهد. خانواده‌های گیاهی که در آنها خواب فیزیکی رخ می‌دهد عبارتند از، پسته‌ایان، اختریان، پیچکیان، باقلاییان، پنیرکیان.[۳۳]
- خواب شیمیایی گونه‌هایی را در نظر می‌گیرد که خواب فیزیولوژیکی ندارند اما در جایی که یک ماده شیمیایی از جوانه‌زنی جلوگیری می‌کند. این ماده شیمیایی را می‌توان از طریق باران یا ذوب برف از بذر خارج کرد یا به نحوی غیرفعال کرد.[۳۴] شستشوی بازدارنده‌های شیمیایی از بذر توسط آب باران اغلب به‌عنوان عامل مهمی در آزاد شدن خواب در بذرهای گیاهان صحرایی ذکر می‌شود اما شواهد کمی برای اثبات این ادعا وجود دارد.[۳۵]

خواب درون زا به دلیل شرایط درون جنین ایجاد می‌شود از جمله:
- در خواب ریخت‌شناسی، از جوانه‌زنی به دلیل ویژگی‌های ریخت‌شناسی جنین جلوگیری می‌شود. در برخی از گونه‌ها، جنین فقط توده‌ای از سلول‌های تمایز نیافته است که دانه‌ها پراکنده می‌شوند، قبل از شروع جوانه‌زنی تمایز و رشد جنین باید اتفاق بیفتد. در گونه‌های دیگر، جنین در پراکندگی متمایز شده اما کاملاً رشد نکرده (توسعه نیافته است) و قبل از شروع جوانه‌زنی رشد جنین تا طول خاص گونه نیاز است. نمونه‌هایی از خانواده‌های گیاهی که در آنها خواب ریخت‌شناسی رخ می‌دهد عبارتند از: چتریان، سیکاس، سوسنیان، مگنولیان، آلالگان.[۳۶][۳۷]
- خواب مورفوفیزیولوژیک، شامل دانه‌هایی با جنین توسعه‌نیافته و همچنین دارای اجزای فیزیولوژیکی برای خواب است؛ بنابراین، این دانه‌ها نیاز به درمان‌های شکستن خواب و همچنین دوره‌ای برای توسعه جنین برای رشد کامل دارند. خانواده‌های گیاهی که در آنها خواب مورفوفیزیولوژیکی رخ می‌دهد شامل، چتریان، خاس، مگنولیان، سوسنیان، شقایقیان، آلالگان است.[۳۶] برخی از گیاهان با خواب مورفوفیزیولوژیک مانند گونه‌های آساروم یا تریلیوم دارای انواع مختلفی از خواب هستند، یکی بر رشد ریشه‌چه (ریشه)، و دیگری بر رشد ساقه‌چه (ساقه) تأثیر می‌گذارد. اصطلاحات «خواب دوگانه» و «بذرهای دوساله» برای گونه‌هایی به کار می‌رود که بذر آنها برای تکمیل جوانه‌زنی به دو سال یا حداقل دو زمستان و یک تابستان نیاز دارد. خواب ریشه‌چه (ریشه نهال) در اولین زمستان پس از پراکندگی شکسته می‌شود در حالی که خواب جوانه ساقه در زمستان دوم شکسته می‌شود.[۳۶]
- خواب فیزیولوژیک بدین معناست که جنین به دلایل فیزیولوژیکی نمی‌تواند قدرت کافی برای عبور از لایه بذر، درون‌دانه یا سایر ساختارهای پوششی ایجاد کند. خواب معمولاً در شرایط مرطوب، مرطوب گرم یا خشک خشک شکسته می‌شود. آبسیزیک اسید معمولاً مهارکننده رشد در بذرها است و تولید آن می‌تواند تحت تأثیر نور قرار گیرد.
- خشک‌شدن، در برخی از گیاهان از جمله تعدادی از علف‌ها و گیاهان مناطق خشک فصلی، قبل از جوانه‌زنی نیاز به خشک شدن است. بذرها آزاد می‌شوند اما قبل از شروع جوانه‌زنی باید رطوبت کمتری داشته باشند. اگر بذرها پس از پراکندگی مرطوب بمانند جوانه‌زنی می‌تواند ماه‌ها یا حتی سال‌ها به تأخیر بیفتد. بسیاری از گیاهان علفی مناطق معتدل آب و هوایی دارای خواب فیزیولوژیکی هستند که با خشک شدن بذرها از بین می‌رود. گونه‌های دیگر پس از پراکندگی فقط در محدوده دمای بسیار کم جوانه می‌زنند اما با خشک شدن بذرها قادر به جوانه‌زنی در محدوده دمایی وسیع‌تری هستند.[۳۸]
- خواب ترکیبی در بذرهایی که پوشش میوه در برابر آب نفوذناپذیر است و جنین خواب فیزیولوژیکی دارد ایجاد می‌شود. بسته به گونه، خواب فیزیکی را می‌توان قبل یا بعد از شکستن خواب فیزیولوژیکی شکست.[۳۷]
- خواب ثانویه* ناشی از شرایط پس از پراکندگی بذر است و در برخی از بذرها هنگامی رخ می‌دهد که بذر غیرخواب در شرایط نامناسب برای جوانه‌زنی قرار می‌گیرد، اغلب دمای بالا. سازوکارهای خواب ثانویه هنوز به‌طور کامل شناخته نشده است، اما ممکن است شامل از دست دادن حساسیت در گیرنده‌های غشای پلاسمایی باشد.[۳۹]

انواع زیر خواب بذر شامل خواب بذر نمی‌شود به‌طور دقیق، زیرا عدم جوانه‌زنی توسط محیط جلوگیری می‌شود نه با ویژگی‌های خود بذر (به جوانه‌زنی مراجعه کنید):
- خواب نوری یا حساسیت به نور بر جوانه‌زنی برخی از بذرها تأثیر می‌گذارد. این بذرهای فتوبلاستیک برای جوانه‌زنی نیاز به یک دوره تاریکی یا نور دارند. در گونه‌هایی با پوشش نازک بذر، ممکن است نور بتواند به داخل جنین خفته نفوذ کند. وجود نور یا عدم وجود نور ممکن است روند جوانه‌زنی را تحریک کند و مانع از جوانه‌زنی در برخی از بذرهایی که بیش از حد عمیق دفن شده‌اند یا در برخی دیگر که در خاک دفن نشده‌اند شود.
- خواب دمایی، حساسیت بذر به گرما یا سرما است. برخی از بذرها، از جمله تاج‌خروس و زردینه، فقط در دمای بالا (۳۰ درجه سانتی‌گراد) جوانه می‌زنند. بسیاری از گیاهانی که دارای بذرهایی هستند که از اوایل تا اواسط تابستان جوانه می‌زنند دارای خواب‌دما هستند، بنابراین فقط زمانی که دمای خاک گرم است جوانه می‌زنند. بذرهای دیگر برای جوانه‌زنی نیاز به خاکهای سرد دارند، در حالی که بقیه بذرها مانند کرفس هنگامی که دمای خاک بسیار گرم است مهار می‌شوند. اغلب نیازهای خواب‌دما با پیر شدن یا خشک شدن بذر از بین می‌رود.

همه بذرها دوره خواب را تجربه نمی‌کنند. بذر برخی از کرنا زنده هستند. آنها در حالی که هنوز به والدین خود متصل هستند شروع به جوانه‌زدن می‌کنند. ریشه بزرگ و سنگین به بذر اجازه می‌دهد هنگام سقوط به داخل زمین نفوذ کند. بسیاری از بذرهای گیاهان باغی به محض داشتن آب و گرم شدن کافی جوانه می‌زنند. اگرچه اجداد وحشی آنها ممکن است خواب داشته باشند، این گیاهان پرورشی فاقد آن هستند. پس از چندین نسل فشار انتخابی توسط پرورش‌دهندگان گیاهان و باغداران، خواب حذف شده است.
برای گیاهان یکساله، بذر راهی برای زنده ماندن گونه‌ها در فصول خشک یا سرد است. گیاهان زودگذر معمولاً یکساله هستند که می‌توانند از بذر به بذر در کمتر از شش هفته بروند.

### جوانه‌زنی

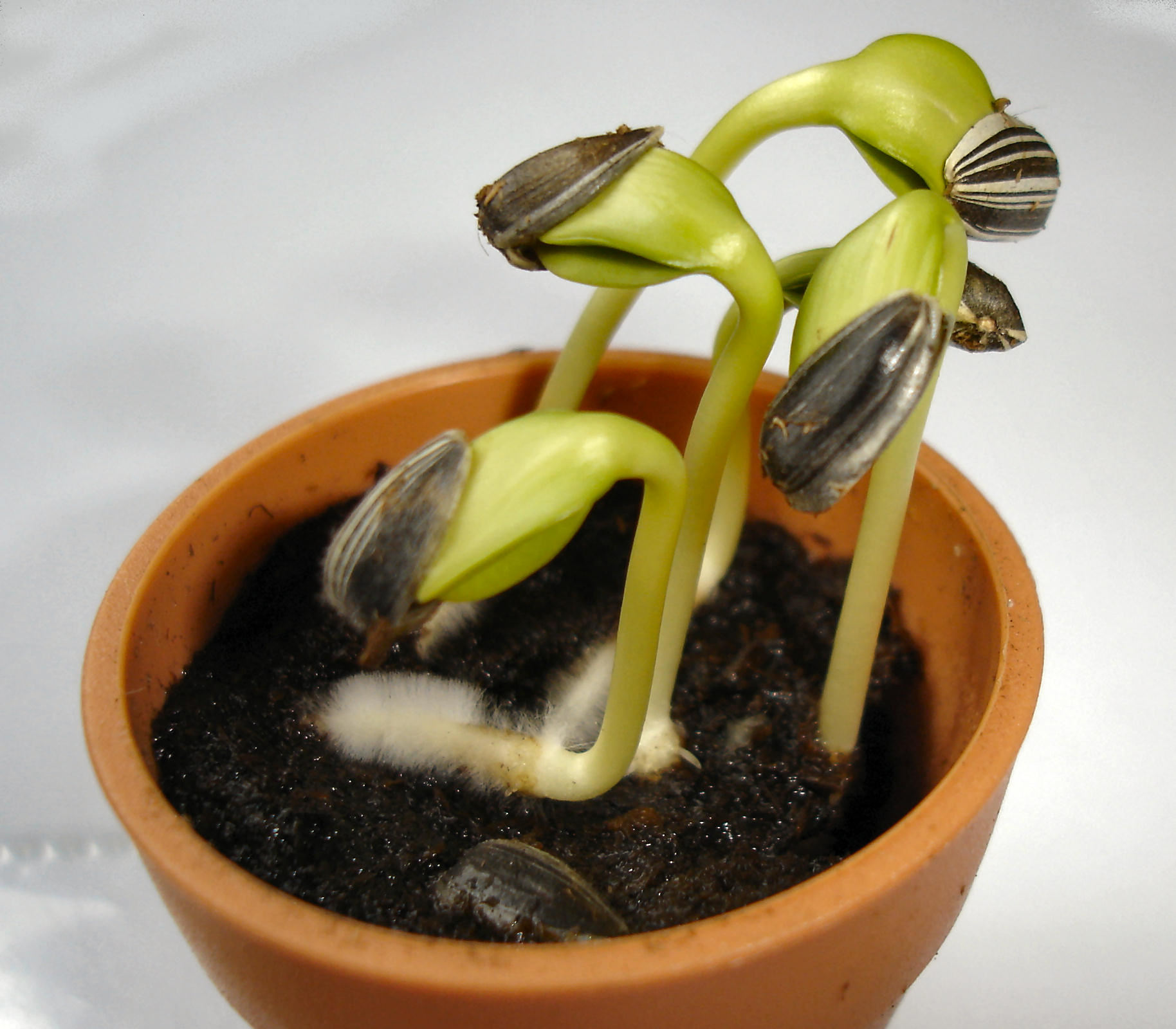
جوانه‌زنی بذر آفتابگردان

جوانه‌زنی بذر فرایندی است که طی آن جنین بذر به یک نهال تبدیل می‌شود. این شامل فعال شدن مجدد مسیرهای متابولیکی است که منجر به رشد و ظهور ریشه‌چه یا ریشه بذر و ساقه‌چه یا ساقه می‌شود. ظهور نهال در بالای سطح خاک مرحله بعدی رشد گیاه است و استقرار نهال نامیده می‌شود.
پیش از شروع جوانه‌زنی باید سه شرط اساسی وجود داشته باشد. (۱) جنین باید زنده باشد که بقای بذر نامیده می‌شود. (۲) هرگونه شرایط خواب که از جوانه‌زنی جلوگیری می‌کند باید برطرف شود. (۳) شرایط مناسب محیطی برای جوانه‌زنی باید وجود داشته باشد.
نور قرمز دور می‌تواند از جوانه‌زنی جلوگیری کند.
زنده ماندن بذر توانایی جوانه‌زنی جنین است و تحت تأثیر شرایط مختلف قرار می‌گیرد. برخی از گیاهان بذرهایی تولید نمی‌کنند که دارای جنین کامل عملکردی باشند، یا ممکن است بذر فاقد جنین باشد که اغلب دانه‌های خالی نامیده می‌شود. شکارچیان و عوامل بیماری‌زا می‌توانند بذر را در حالی که هنوز در میوه است یا پس از پراکنده شدن آسیب زنند یا بکشند. شرایط محیطی مانند سیل یا گرما می‌تواند بذر را قبل یا در طول جوانه‌زنی از بین ببرد. سن بذر بر سلامت و توانایی جوانه‌زنی آن تأثیر می‌گذارد: از آنجا که دارای جنین زنده است با گذشت زمان سلول‌ها می‌میرند و نمی‌توان آنها را جایگزین کرد. برخی از دانه‌ها می‌توانند برای مدت طولانی قبل از جوانه‌زنی زنده بمانند در حالی که برخی دیگر از بذرها تنها پس از پراکندگی قبل از مرگ می‌توانند برای مدت کوتاهی زنده بمانند.
استحکام بذر اندازه‌گیری کیفیت بذر است و شامل زنده ماندن بذر، درصد جوانه زنی، سرعت جوانه‌زنی و قدرت نهال تولید شده است.
درصد جوانه‌زنی به سادگی نسبت بذرهایی است که از همه بذرها تحت شرایط مناسب برای رشد جوانه می‌زنند. سرعت جوانه‌زنی مدت زمان لازم برای جوانه‌زنی بذرها است. درصد و میزان جوانه‌زنی تحت تأثیر زنده ماندن بذر، خواب و اثرات محیطی قرار می‌گیرد که بر بذر و نهال تأثیر می‌گذارد. در کشاورزی و باغداری بذرهای با کیفیت دارای قابلیت زنده ماندن بالایی هستند که با درصد جوانه‌زنی به علاوه میزان جوانه‌زنی اندازه‌گیری می‌شود. این مقدار به‌عنوان درصد جوانه‌زنی در مدت زمان معینی داده می‌شود، برای نمونه ۹۰ درصد جوانه‌زنی در ۲۰ روز. «خواب» در بالا پوشش داده شده است. بسیاری از گیاهان بذرهایی با درجات مختلف خواب تولید می‌کنند و دانه‌های مختلف از یک میوه می‌توانند درجات مختلفی از خواب را داشته باشند. این امکان وجود دارد که بذرهای بدون خواب بلافاصله پراکنده شده و خشک نشوند (اگر بذرها خشک شوند به خواب فیزیولوژیکی می‌روند). تنوع زیادی بین گیاهان وجود دارد و یک بذر خفته هنوز یک بذر زنده است اگرچه سرعت جوانه‌زنی ممکن است بسیار کم باشد.
شرایط محیطی مؤثر بر جوانه‌زنی بذر عبارتند از: آب، اکسیژن، دما و نور.
سه مرحله متمایز از جوانه‌زنی بذر رخ می‌دهد: عدم جذب آب. فاز تاخیر؛ و ظهور ریشه.
برای اینکه لایه شکسته شود، جنین باید آب را جذب کند، که باعث متورم شدن آن می‌شود و پوشش بذر را تقسیم می‌کند. با این حال، ماهیت پوشش بذر تعیین می‌کند که چگونه آب می‌تواند به سرعت نفوذ کرده و سپس جوانه‌زنی را آغاز کند. میزان نفوذپذیری بستگی به نفوذپذیری پوشش بذر، مقدار آب در محیط و ناحیه تماس بذر با منبع آب دارد. برای برخی بذرها، جذب بیش از حد آب به سرعت می‌تواند بذر را از بین ببرد. برای برخی از بذرها هنگامی که در آب غوطه‌ور شد، روند جوانه‌زنی متوقف نمی‌شود و خشک شدن آن کشنده می‌شود. بذرهای دیگر می‌توانند آب را چندین بار ریخته و بدون ایجاد اثرات منفی از دست بدهند، اما خشک شدن می‌تواند باعث خواب ثانویه شود.

### ترمیم آسیب DNA
در طول خفتگی بذر، اغلب با محیط‌های غیرقابل پیش‌بینی و استرس‌زا همراه است، با افزایش سن بذرها آسیب دی‌ان‌ای (DNA) بیشتر می‌شود. در بذرهای چاودار، کاهش یکپارچگی دی‌ان‌ای به دلیل آسیب با از دست دادن قابلیت بذر در طول ذخیره‌سازی همراه است. پس از جوانه زنی، بذرهای باقلا تحت ترمیم دی‌ان‌ای قرار می‌گیرند. یک لیگاز دی‌ان‌ای گیاهی که در تعمیر شکستگی‌های تک‌رشته و دورشته در طول جوانه‌زنی بذر نقش دارد، تعیین‌کننده مهم طول عمر بذر است. همچنین در بذرهای رشادی، فعالیت آنزیم‌های ترمیم (Poly (ADP-ribose) polymerase" (PARP)) به احتمال زیاد برای جوانه‌زنی موفق مورد نیاز است. بنابراین به نظر می‌رسد آسیب‌های دی‌ان‌ای که در زمان خواب تجمع می‌یابند برای بقاء بذر مشکل‌ساز هستند و ترمیم آنزیمی آسیب‌های دی‌ان‌ای در طول جوانه‌زنی برای زنده ماندن بذر مهم به نظر می‌رسد.

### برانگیختن جوانه‌زنی
چندین شیوه مختلف توسط باغبانان و کشاورزان برای شکستن خواب بذر استفاده می‌شود.
زخم‌زنی به آب و گازها اجازه می‌دهد تا به بذر نفوذ کنند. این شامل روش‌هایی برای شکستن فیزیکی پوشش سخت بذر یا نرم شدن آنها با مواد شیمیایی است، مانند خیساندن در آب داغ یا ایجاد سوراخ دربا سنجاق یا مالیدن آنها روی کاغذ سنباده یا ترک‌خوردن با پرس یا چکش. گاهی میوه‌ها در حالی که بذرها هنوز نابالغ هستند برداشت می‌شوند و پوشش بذر به‌طور کامل رشد نکرده و بلافاصله قبل از نفوذناپذیری پوشش بذر کاشته می‌شود. در شرایط طبیعی، جوندگان با جویدن بذر، ساییده شدن بذرها به سنگ‌ها (بذرها توسط باد یا جریان آب حرکت می‌کنند)، با یخ‌زدن و ذوب شدن آب‌های سطحی یا عبور از دستگاه گوارش جانوران، فرسوده می‌شوند. در حالت دوم، پوشش بذر از بذر در برابر هضم محافظت می‌کند در حالی که اغلب پوشش بذر ضعیف می‌شود به طوری که جنین هنگام دفع آماده شده و همراه با کمی ماده دفعی که به‌عنوان کود عمل می‌کند دور از گیاه مادر جوانه می‌زند. میکروارگانیسم‌ها اغلب در شکستن پوشش سخت بذرها مؤثر هستند و گاهی توسط افراد به‌عنوان درمان استفاده می‌شود. بذرها در شرایط غیراستریل برای چند ماه در محیط شنی مرطوب و گرم نگهداری می‌شوند.

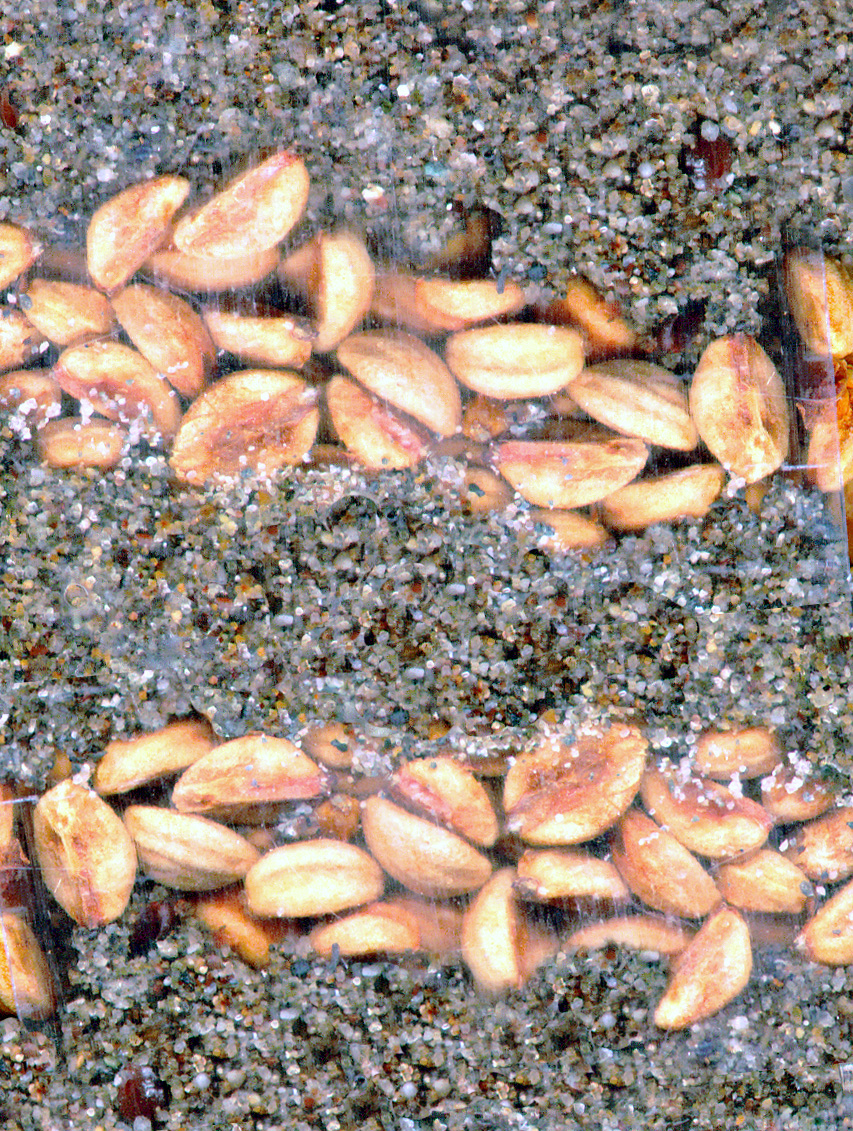
چینه‌بندی در شن و ماسه، بذر زالزالک

چینه‌بندی، که سرد شدن مرطوب نیز نامیده می‌شود، خواب فیزیولوژیکی را از بین می‌برد و شامل افزودن رطوبت به بذرها می‌شود تا آب را جذب کنند و سپس تحت دوره سرد شدن مرطوب قرار می‌گیرند تا جنین بعد از رسیدن به مرحله بلوغ برسد. کاشت در اواخر تابستان و پاییز و اجازه دادن به زمستان‌گذرانی در شرایط خنک یک روش مؤثر برای چینه‌بندی بذرها است. برخی از بذرها به دوره‌های نوسان دما که بخشی از محیط طبیعی هستند بهتر پاسخ می‌دهند.
شستشو یا خیساندن در آب سبب حذف مهارکننده‌های شیمیایی در برخی از بذرها می‌شود که از جوانه‌زنی جلوگیری می‌کند. باران و ذوب برف به‌طور طبیعی این کار را انجام می‌دهد. برای بذرهای کاشته شده در باغات، آب جاری بهتر است، اگر در یک ظرف خیس شود ۱۲ تا ۲۴ ساعت خیساندن کافی است. خیساندن طولانی مدت، به ویژه در آب‌های راکد می‌تواند منجر به کاهش اکسیژن و مرگ بذر شود. بذرهایی با پوشش سخت بذر را می‌توان در آب داغ خیس کرد تا لایه‌های سلولی نفوذناپذیر را که از جذب آب جلوگیری می‌کنند باز کند.
سایر روش‌های مورد استفاده برای جوانه‌زنی بذرهایی که در خواب هستند شامل پیش سرد شدن، خشک کردن، تغییر دما در روز، قرار گرفتن در معرض نور، نیترات پتاسیم، استفاده از تنظیم‌کننده‌های رشد گیاه مانند جیبرلین‌ها، سیتوکینین‌ها، اتیلن، تیوره، هیپوکلریت سدیم و غیره می‌شوند. برخی از بذرها پس از آتش‌سوزی بهتر جوانه می‌زنند. برای برخی از بذرها، آتش لایه‌های سخت را ترک می‌دهد، در برخی دیگر خواب شیمیایی در واکنش به وجود دود شکسته می‌شود. دود مایع اغلب توسط باغداران برای کمک به جوانه‌زنی این گونه‌ها استفاده می‌شود.

### بذرهای استریل
بذرها ممکن است به چند دلیل عقیم باشند: ممکن است تحت تابش قرار گرفته، بدون گرده افشانی، سلول‌ها در طول عمر قبلی زندگی کرده یا برای این منظور پرورش داده شده‌اند.

### خاستگاه و فرگشت بذرها
مسئله خاستگاه گیاهان بذری حل‌نشده باقی مانده است. با این حال، داده‌های بیشتر و بیشتر تمایل دارند که این خاستگاه را در دوونین میانه قرار دهند. توصیف نمونه اولیه بذر رونکاریا هینزلینی (Runcaria heinzelinii) در ژیوتین بلژیک در سال ۲۰۰۴ نشان دهنده خاستگاه کهن گیاهان بذری است. همانند سرخس‌های مدرن، بیشتر گیاهان خشکی پیش از این زمان با ارسال هاگ‌های هوایی تکثیر شده و به گیاهان جدید تبدیل می‌شدند.
آرایه‌شناسان بذرهای اولیه «حقیقی» را از بخش فوقانی دوونین توصیف کرده‌اند که احتمالاً به نمایش اولین تابش تکاملی واقعی آنها تبدیل شده است. با این تابش، تکامل اندازه، شکل، پراکندگی بذر و سرانجام تابش بازدانگان و گیاهان گل‌دار و تک‌لپه‌ای‌ها و دولپه‌ای‌ها به وجود آمد. گیاهان بذری به‌تدریج به یکی از عناصر اصلی تقریباً همه زیست‌بوم‌ها تبدیل شدند.

### حقیقت به بذر
همچنین رشد واقعی نامیده می‌شود، به گیاهانی گفته می‌شود که بذر آنها همان نوع گیاه را با گیاه اصلی تولید می‌کند. گیاهان دارای گرده‌افشانی باز، که شامل میراث می‌باشد، تقریباً همیشه در صورت بذر رشد می‌کنند، اگر گونه دیگری آنها را گرده‌افشانی نکند.

## میکروبیوم بذر

انتقال میکروبی از بذر به گیاهچه

بذرها دارای جامعه میکروبی متنوعی هستند. بیشتر این میکروارگانیسم‌ها از بذر به گیاهچه‌های در حال رشد منتقل می‌شوند.

## اهمیت اقتصادی

### بازار بذر

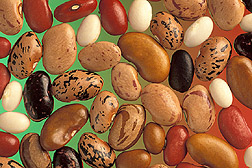
دانه‌های لوبیا از نظر اندازه، شکل و رنگ متنوع هستند.

در ایالات متحده، کشاورزان در سال ۲۰۱۸، ۲۲ میلیارد دلار خرج بذر کردند که ۳۵ درصد نسبت به سال ۲۰۱۰ افزایش داشته است. دوپون و مونسانتو، دو شرکت آمریکای ۷۲ درصد از فروش ذرت و بذر سویا در ایالات‌متحده را به خود اختصاص داده‌اند و متوسط قیمت یک کیسه بذر ذرت GMO به قیمت ۲۷۰ دلار.

### بذرهای خوراکی
بسیاری از بذرها خوراکی هستند و بیشتر کالری انسان از بذرها به‌ویژه از غلات، حبوبات و آجیل تأمین می‌شود. بذرها همچنین بیشتر روغن‌های آشپزی، بسیاری از نوشیدنی‌ها و ادویه‌جات و برخی افزودنی‌های مهم غذایی را تأمین می‌کنند. در بذرهای مختلف جنین بذر یا آندوسپرم غالب است و بیشتر مواد مغذی را تأمین می‌کند. پروتئین‌های ذخیره‌سازی رویان و درون‌بذر از نظر محتوای اسیدآمینه و خواص فیزیکی متفاوت هستند. برای نمونه گلوتن گندم که در تأمین خاصیت ارتجاعی خمیر نان مهم است، پروتئین درون‌بذر است.
از بذرها برای تکثیر بسیاری از محصولات مانند غلات، حبوبات، جنگل‌داری، چمن‌کاری و علف‌های مرتعی استفاده می‌شود. به‌ویژه در کشورهای در حال توسعه یکی از محدودیت‌های اصلی ناکافی بودن کانال‌های بازاریابی برای رساندن بذر به کشاورزان فقیر است. بنابراین استفاده از بذرهای کشاورز همچنان رایج است. بذرها نیز توسط جانوران (شکار) خورده می‌شوند و همچنین به دام‌ها داده می‌شوند یا به‌عنوان بذر پرنده استفاده می‌شوند.

### سم بذر و ایمنی غذا
در حالی که برخی از بذرها خوراکی هستند، برخی دیگر مضر، سمی یا کشنده هستند. گیاهان و بذرها اغلب حاوی ترکیبات شیمیایی هستند تا گیاهخواران و شکارچیان بذر را دلسرد کنند. در برخی موارد این ترکیبات به سادگی طعم بدی دارند (مانند خردل)، اما سایر ترکیبات سمی هستند یا در سیستم گوارش به ترکیبات سمی تجزیه می‌شوند. کودکان بیشتر مستعد مسمومیت توسط گیاهان و بذرها هستند.
سم مهلک رایسین، از بذرهای بذر کرچک به دست می‌آید. دوزهای کشنده گزارش شده از دو تا هشت بذر است هرچند تنها چند مورد مرگ در اثر خوردن بذرهای کرچک توسط جانوران گزارش شده است.
علاوه بر این بذرهای حاوی آمیگدالین در سیب، زردآلو، بادام تلخ، هلو، آلو، گیلاس، بِه و بقیه - هنگامی که به مقدار کافی مصرف شوند، ممکن است باعث مسمومیت با سیانید (Cyanide poisoning) شوند. سایر بذرهایی که حاوی سموم هستند عبارتند از: آنونا، پنبه، سیب کاستارد (Custard apple)، تاتوره، خارگیل نپخته، درخت پروانه، شاه بلوط، زبان‌پس‌قفا، علف‌مجنون (Locoweed)، سرخالو، شلیل، مژکی، چشم خرچنگی، ساپادیل، سیب شکر، گلیسین و سرخدار. بذرهای درخت کچوله نیز سمی هستند و حاوی سم استریکنین هستند.
بذرهای بسیاری از حبوبات، از جمله لوبیا معمولی، حاوی پروتئین‌هایی به نام لکتین است که اگر لوبیا بدون پخت خورده شود، می‌تواند باعث ناراحتی معده شود. لوبیا معمولی و بسیاری دیگر از جمله سویا، حاوی مهارکننده‌های تریپسین هستند که عملکرد آنزیم گوارشی تریپسین را مختل می‌کند. فرآیندهای معمولی پخت، لکتین‌ها و مهارکننده‌های تریپسین را به اشکال بی‌ضرر تجزیه می‌کند.

### کاربردهای دیگر

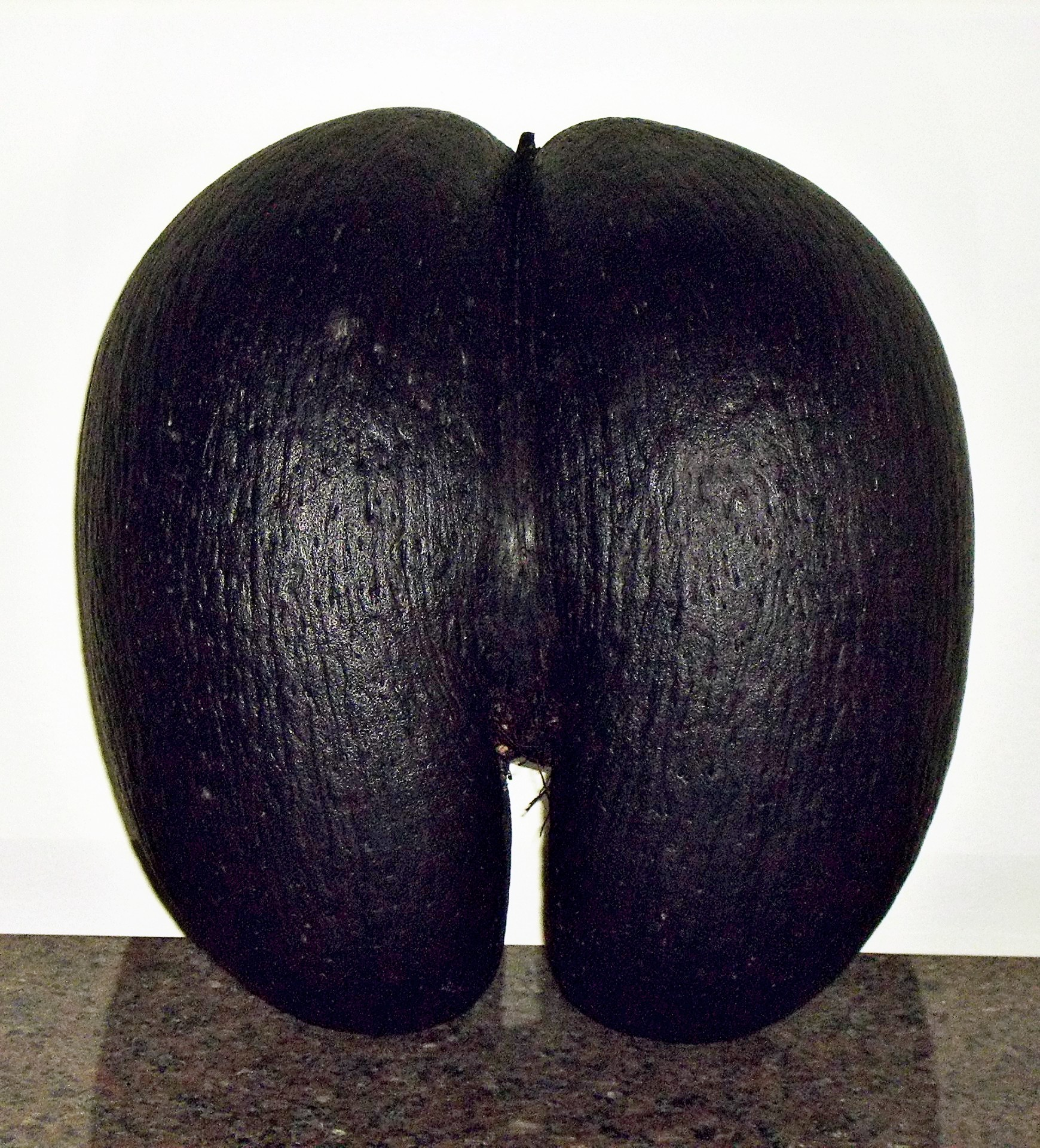
میوه حجیم نارگیل دریایی

الیاف پنبه به بذرهای گیاه پنبه متصل می‌شوند. سایر الیاف بذر از کاپوک (Kapok tree) و علف شیر است.
بسیاری از روغن‌های مهم غیر غذایی از بذرها استخراج می‌شود. روغن بزرک در رنگ‌ها استفاده می‌شود. روغن جوجوبا و سپیده شبیه روغن نهنگ (Whale oil) است.
بذرها منبع برخی داروها هستند از جمله روغن کرچک، روغن درخت چای که داروی (آمیگدالین) سرطان هستند.
بسیاری از بذرها به‌عنوان مهره در گردنبند و تسبیح از جمله اشک روباه، زیتون تلخ، چشم خرچنگی و کرچک استفاده شده است. با این حال سه مورد اخیر نیز سمی هستند.
سایر کاربردهای بذر عبارتند از:
- بذرها زمانی به‌عنوان وزنه برای ترازو استفاده می‌شدند.
- بذرهایی که برای کودکان به‌عنوان اسباب بازی استفاده می‌شود، مانند بازی کانکِرز (Conkers).
- رزین از بذرهای کلازیا (Clusia rosea) که برای قایق‌سواری استفاده می‌شود.
- نماتدکش از بذرهای علف شیر.
- کنجاله پنبه‌بذر (Cottonseed meal) به‌عنوان خوراک دام و کود استفاده می‌شود.

## پیشینه بذر
- قدیمی‌ترین بذر زنده با تاریخ کربن ۱۴ که به گیاه تبدیل شده بود، بذر نخل خرما در حدود ۲۰۰۰ سال قدمت داشت که از حفاری‌های کاخ هرود بزرگ در ماسادا در اسرائیل به‌دست آمد. در سال ۲۰۰۵ جوانه زده است.[۶۷] (گزارش بازسازی سیلن برگ‌باریک) از موادی که به مدت ۳۱۸۰۰ سال در سرما یخ سیبری حفظ شده بود با استفاده از بافت میوه انجام شد نه بذر)[۶۸][۶۹]
- بزرگ‌ترین بذر توسط نارگیل دریایی یا «نخل نارگیلی دوگانه» تولید می‌شود. کل میوه ممکن است تا ۲۳ کیلوگرم وزن داشته باشد و معمولاً حاوی یک بذر است.[۷۰]
- کوچک‌ترین بذرها توسط ارکیده‌های هوازی تولید می‌شوند. طول آنها تنها ۸۵ میکرومتر است و وزن آنها ۰٫۸۱ میکروگرم است. آنها فاقد درون‌دانه هستند و حاوی رویان‌های توسعه نیافته هستند.[۷۱]
- قدیمی‌ترین بذرهای فسیلی حدود ۳۶۵ میلیون سال قدمت در منطقه دوونین فامنین ویرجینیای غربی وجود دارند. بذرها تخمک‌های نارس گیاه (Elkinsia polymorpha) می‌باشند.[۷۲]

## در دین
کتاب پیدایش در عهد عتیق با توضیح چگونگی شروع همه اشکال گیاهی آغاز می‌شود:
و خدا گفت: اجازه دهید زمین علف، سبزی که بذر می‌دهد و درخت میوه، بار دهد، مانند نوع خود، که بذر آن به خودی خود است، بر روی زمین تولید کند. و زمین علف و سبزی آورد که بذر ای از نوع خود می‌دهد و درختی میوه می‌دهد که بذر آن در نوع خود بود، و خدا دید که خوب است. و عصر و صبح روز سوم بود.
قرآن از جوانه‌زنی بذر چنین می‌گوید:
این خداوند است که دانه غله و هسته خرما را می‌شکند و جوانه می‌زند. او باعث زنده شدن مردگان می‌شود و اوست که باعث می‌شود مرده از زنده‌ها بیرون بیاید. آن خداست، پس چگونه از حقیقت دور می‌شوید؟